# Saison cyclonique 2009 dans l'océan Atlantique nord
La saison cyclonique 2009 dans l'océan Atlantique nord est une série modérée de cyclones tropicaux formés depuis l'océan Atlantique. Bien que la dépression tropicale Un se soit formée le 28 mai 2009, la saison débute officiellement le 1er juin 2009 et se termine le 30 novembre,. Le dernier cyclone de la saison, Ouragan Ida se dissipe le 10 novembre. La saison 2009 recense un total de deux dépressions tropicales, sept tempêtes tropicales, un ouragan de catégorie 2 (Ida) et deux ouragans majeurs (en catégorie 3, l'ouragan Fred, en catégorie 4, l'ouragan Bill). L'inactivité saisonnière est due au développement d'un événement El Niño modéré dans le Pacifique. Celui-ci amène des conditions défavorables à la formation de cyclones tropicaux au-dessus de l'Atlantique nord. Cette saison égalise provisoirement, en attendant la fin définitive et la ré-analyse de la saison, le record du plus faible nombre d'ouragans. Malgré tout, quatre cyclones ont affecté les terres, ce qui n'est pas négligeable au vu de la faible activité : l’ouragan Bill qui a atteint la catégorie 4 de l’échelle de Saffir-Simpson, Fred la catégorie 3, Ida la catégorie 2 et la tempête tropicale Danny. Seul Ida a frappé la côte avec la force d'un ouragan de façon certaine alors que l'intensité de Bill était à la limite entre tempête tropicale et ouragan de force 1 quand il a touché Terre-Neuve.

## Bilan
L'activité est la plus faible depuis 1997. Ceci est la conséquence de l'événement El Niño. Aucun cyclone n'est détecté durant les mois de juin et de juillet. En moyenne, un cyclone tropical est observé tous les deux ans. La dernière fois fut en 2008. Depuis 1944, 13 années ne connaissent aucune activité en juillet, la dernière fois en 2004. Le mois d'août devient un peu plus actif que la moyenne. Cela est principalement dû à Bill.
Septembre est un mois peu actif, le moins actif depuis septembre 1994. Le nombre de cyclones, deux, est proche de la moyenne. Pourtant, le mois d'octobre est peu actif, car ce sont des cyclones à courte durée de vie.

### Noms des tempêtes 2009
La liste des noms utilisée pour nommer les tempêtes qui se formèrent dans le bassin cyclonique de l'océan Atlantique Nord durant l'année 2009 est la même que celle de la saison 2003, à l'exception de Fred, d’Ida et de Joaquin. Ces derniers remplacent les noms Fabian, Isabel et Juan retirés à cause de leur impact en 2003. Les noms qui ne sont pas retirés de la liste de 2009 seront à nouveau utilisés lors de la saison 2015.
| DT | Un        |
| TT | Ana       |
| C4 | Bill      |
| TT | Claudette |

| TT | Danny |
| TT | Erika |
| C3 | Fred  |
| DT | Huit  |

| TT   | Grace   |
| TT   | Henri   |
| C2   | Ida     |
| Inc. | Joaquin |

| Inc. | Kate     |
| Inc. | Larry    |
| Inc. | Mindy    |
| Inc. | Nicholas |

| Inc. | Odette |
| Inc. | Peter  |
| Inc. | Rose   |
| Inc. | Sam    |

| Inc. | Teresa |
| Inc. | Victor |
| Inc. | Wanda  |

| DT | Un        |
| TT | Ana       |
| C4 | Bill      |
| TT | Claudette |

| TT | Danny |
| TT | Erika |
| C3 | Fred  |
| DT | Huit  |

| TT   | Grace   |
| TT   | Henri   |
| C2   | Ida     |
| Inc. | Joaquin |

| Inc. | Kate     |
| Inc. | Larry    |
| Inc. | Mindy    |
| Inc. | Nicholas |

| Inc. | Odette |
| Inc. | Peter  |
| Inc. | Rose   |
| Inc. | Sam    |

| Inc. | Teresa |
| Inc. | Victor |
| Inc. | Wanda  |

## Cyclones tropicaux

### Dépression tropicale Un
Un système cyclonique orageux désorganisé se forme au large de la Caroline du Nord au-dessus du Gulf Stream. Après avoir atteint des vents maximums soutenus de 55 km/h et une pression centrale de 1 006 hPa, elle s'est rapidement transformée en une dépression extratropicale à cause du fort cisaillement des vents en altitude et de son passage au-dessus de températures de la mer plus froides. Dès le 29 mai en après-midi, la National Hurricane Center américain a envoyé son dernier bulletin à propos de ce système. La dépression tropicale Un n'a eu aucun effet sur terre mais son précurseur a donné de la pluie et de légers vents à la côte de Caroline du Nord.

### Tempête tropicale Ana
Une dépression tropicale se forme durant le 11 août 2009 à partir d'une onde tropicale venant de la région des îles du Cap-Vert. Le système a atteint brièvement le statut de tempête tropicale, le 12 août, moment où le National Hurricane Center lui a donné le nom d'Ana. Le 13 août, le système est redevenu une dépression tropicale et a perdu une bonne partie de ses orages mais après une réorganisation le 14, Ana est retourné au niveau de tempête tropicale le 15 août près des îles Sous-Le-Vent. Elle a atteint une intensité maximale avec une pression centrale de 1 004 hPa et des vents soutenus de 65 km/h avant de faiblir définitivement sous un cisaillement des vents d'altitude en croissance le 16 août et elle s'est dissipée le 17 en passant près de Porto Rico.

### Ouragan Bill
Une onde tropicale sortant de la côte africaine le 12 août 2009 est entrée sur l’Atlantique. Le National Hurricane Center (NHC) américain commenta dans son bulletin tropical que ce système était accompagné d’une zone orageuse d’assez grand diamètre et qu’il avait un bon potentiel de développement. L’onde a rapidement organisé les orages en un système en rotation fermée au sud des îles du Cap-Vert le 13 août. Les orages ont subi une légère désorganisation le 14 août mais le NHC a déterminé (tôt le jour suivant) que le système était en train de devenir une dépression tropicale qui reçut le nom de Tempête tropicale 3 plus tard en journée à 1 190 km à l'ouest-sud-ouest des îles du Cap-Vert,,. À la suite d'une intensification rapide, la dépression est devenue la tempête tropicale Bill le même jour. Même si la tempête avait peu d’orages près de son centre, elle commençait à être entourée par des bandes pluvieuses et tôt le 16 août les prévisionnistes du NHC prévoyaient que Bill deviendrait un ouragan,.
Bill est devenu un ouragan de catégorie 1 de l’échelle de Saffir-Simpson tôt le 17 août 2009 alors qu'il se trouvait à 1 870 km à l'est des Petites Antilles dans un environnement très favorable à son développement : faible cisaillement vertical des vents et température de surface de la mer à 27 °C. Tard le même jour, un œil est devenu visible sur les images du satellite météorologique. La convection profonde dans les bandes orageuses de Bill et une divergence des vents en altitude lui ont permis de devenir de catégorie 2 le 18 août, juste avant un remplacement du mur de l’œil,.

### Tempête tropicale Claudette
Le 11 août, le  National Hurricane Center (NHC) a repéré une onde tropicale où on retrouvait des orages assez désorganisés à environ 965 km à l’Est des Petites Antilles. Bien que l’onde se déplaçait lentement vers l’Ouest, le HNC ne prévoyait pas de développement immédiat du système. Le 12 et le 13, la convection persistait mais un fort cisaillement des vents avec l’altitude ne permettait pas une organisation plus poussée alors que l’onde est passée sur Hispaniola,. Tôt le 14 août, un creux barométrique en altitude est entré en interaction avec l’onde au-dessus des îles Turques-et-Caïques et le 15, les orages se sont alignés autour d’un centre de rotation alors que le système passait sur les Keys de Floride,.
Tôt le 16 août, les conditions devinrent favorables à un développement rapide et une circulation cyclonique était analysable sur les cartes de surface à 130 km au sud-ouest de Tampa Bay. Le NHC a classé ce système plus tard en journée comme la dépression tropicale Quatre, tout en mentionnant qu’elle devrait atteindre le statut de tempête tropicale dans les douze heures. Contournant l’anticyclone subtropical et se dirigeant vers le nord, elle est effectivement devenue la tempête tropicale Claudette à 11h heure locale (15h TU), le radar météorologique NEXRAD de Tallahassee montrant que les vents avaient atteint 65 km/h autour du centre.

### Tempête tropicale Danny
Une onde tropicale est sortie de la côte ouest de l'Afrique le 20 août et a commencé à montrer des signes de rotation cyclonique le jour suivant. Elle avait des orages épars et se dirigeait vers l'ouest,. Tôt le 22 août, la convection profonde s'est estompée légèrement car les conditions ne lui était pas favorables. La position du centre de la circulation était peu définie et les orages en demeuraient séparés au cours des jours suivants alors que la trajectoire du système prenait une direction plus vers le nord-ouest. Le 25 août, le cisaillement des vents commença à faiblir ce qui aida les orages à s'intensifier près de l'onde qui ne montrait toujours pas une circulation fermée.
Cette perturbation tropicale avec des orages peu organisés est finalement devenue une circulation fermée et une tempête tropicale à 715 km à l'est de Nassau aux Bahamas vers 15 TU le 26 août 2009. Cependant, selon le National Hurricane Center, les caractéristiques de Danny était seulement marginalement plus tropicales que subtropicales. Son organisation laissant à désirer, les premières estimations de son développement et de sa trajectoire était très incertaines. Un avion de reconnaissance envoyé en après-midi a rapporté qu'il n'y avait pas de bandes orageuses en son centre et que les plus forts vents, de 40 à 45 nœuds étaient à environ 200 km au nord de ce dernier.

### Tempête tropicale Erika
Montrant des signes d'organisation suffisants pour que le National Hurricane Center américain classe Erika officiellement tempête tropicale le 1er septembre, ce système peine à se structurer. Son centre ne peut être localisé avec précision lorsqu'il traverse la Guadeloupe dans la nuit du 2 au 3 septembre.
Si les vents ne font aucun dégât significatif, ce sont les pluies très abondantes qui poussent Météo-France à mettre les départements français des petites Antilles en alerte orange (Alerte cyclonique pour Saint-Martin et la Guadeloupe, fortes pluies orageuses pour la Martinique). On relèvera ainsi après 36 heures des cumuls de pluie pouvant atteindre 305 mm sur La Désirade et localement 250 mm sur la Guadeloupe. Saint-Martin, contrairement aux prévisions, ne recevra guère plus de 15 mm de pluie.
La tempête se dissipe le 3 septembre dans la soirée alors qu'elle aborde Porto Rico.

### Ouragan Fred
L’ouragan Fred, de catégorie 3, est le plus intense qui se soit formé à l’est de 35 °W et aussi au sud dans les annales du National Hurricane Center. Il s'agissait seulement du troisième ouragan majeur à atteindre le niveau d’ouragan majeur si près de l'Afrique. Fred s'est dissipé en mer sans causer de dégâts mais son humidité s'est déplacée vers la côte sud-est des États-Unis où elle a servi à alimenter un système pluvieux intense deux semaines plus tard, causant des inondations en Géorgie.

### Dépression tropicale Huit
La dépression tropicale Huit est le huitième système tropical de la saison 2009 dans l'Atlantique nord. Elle s'est formée dans une onde tropicale à l'ouest des îles du Cap-Vert le 25 septembre 2009. Bien que les prévisionnistes du National Hurricane Center américain ait estimé qu'elle devienne brièvement une tempête tropicale, elle s'est déplacée vers le nord-ouest sur des eaux plus froides et ce potentiel ne s'est jamais réalisé. La dépression est redevenue une onde tropicale le 26 septembre et n'a donné que quelques rafales de vent mineures aux îles du Cap-Vert sans toucher directement à aucune terre.

### Tempête tropicale Grace
Le 27 septembre, une large dépression des latitudes moyennes, née le long d’un front, était à 760 km à l'est de Cape Race (Terre-Neuve). Le lendemain, le système devenait occlus  et se dirigeait vers le sud-est à une vitesse de 22 à 26 km/h. Le 1er octobre la dépression occluse vira vers le nord-est et commença à décrire une boucle anti-horaire sur les Açores. Le 2 octobre, son centre forma une circulation plus compacte de 56 km de rayon qui se détacha du reste de la dépression. Durant un jour et demi, des orages épars se sont développés. Les images du satellite météorologique, vers 18h TU le 3 octobre, montraient que l’air chaud entourait le centre, une caractéristique tropicale, et que la zone frontale s’en détachait. Douze heures plus tard, ce cyclone extratropical était devenu tropical à environ 215 km de Lajes aux Açores, sans passer par un stage subtropical. En effet, le centre de circulation en surface était détaché de tout centre en altitude et son rayon était très petit, favorisant un développement rapide de la convection.
En passant au large des Açores, Grace développa un mur de convection autour de ce qui ressemblait à un œil tard le 4 octobre. Il accéléra vers l’est puis vers le nord et devint enchâssé dans un flux d’altitude du sud-ouest. Grace a atteint son maximum de force de vent à 55 nœuds (100 km/h) vers 00h TU le 5 octobre. Elle est ensuite entrée sur des eaux de surface de plus en plus froides et a été capturée par une zone frontale vers 06h TU le 6 octobre. Le système devint extratropical à environ 35 km ouest-sud-ouest de Cork, Irlande. La petite dépression a traversé la mer Celtique et s’est dissipée le 7 octobre vers 00h TU lorsqu’elle approchait des côtes du pays de Galles.

### Tempête tropicale Henri
La tempête tropicale Henri n'a pas causé de dommage. Elle est née le 6 octobre d'une perturbation tropicale qui s'approchait du nord des Petites Antilles. Le National Hurricane Center américain la classe tempête tropicale alors qu'elle était à 700 km au large d'Antigua-et-Barbuda le 7 septembre.
La tempête se déplace ensuite dans une zone de fort cisaillement des vents de haute altitude et d'eau plus froide. Henri va dégénérer graduellement en dépression tropicale, puis se dissipe le 8 alors que son centre passe à 250 km au nord de Saint-Barth. Le 9 septembre, les restes sont absorbés par un front froid.

### Ouragan Ida
Une dépression tropicale s'est formée à 250 km à l'est de la côte du Nicaragua et prend un stade de tempête tropicale très rapidement. La NOAA l'appelle Ida. Ida progresse vers le large et atteint le stade d'ouragan de catégorie 1 en passant sur la côte est du Nicaragua, puis, elle rétrograde en dépression tropicale dans les terres du Honduras. Ida remonte au nord et parvient à retourner en tempête tropicale, puis en ouragan de catégorie 1 avant de se diriger vers la péninsule du Yutacàn et passe à 80 km à l'est de Cancùn en catégorie 2. Puis, Ida rétrograde en catégorie 1 puis en tempête tropicale loin au-dessus du sud-est du Mexique, retourne quelques heures en catégorie 1, puis revient en tempête tropicale sur le sud des États-Unis (Louisiane/Mississippi). Elle longe alors la côte de l'Alabama et devient une tempête extratropicale en entrant dans les terres au nord-ouest de la Floride,,.

## Chronologie des événements
La saison 2009 a débuté tôt avec la dépression tropicale Un le 28 mai, mais le reste de la saison a été plutôt calme. En effet, les deux mois suivants n’ont vu aucun système se développer et il a fallu attendre le 12 août pour que la tempête tropicale Anna se forme près des îles du Cap-Vert. Il s’agissait du premier système tropical à recevoir un nom si tardivement depuis la saison 1992.
Après cette première tempête, trois cyclones se sont formés coup sur coup en août : l’ouragan Bill, la tempête tropicale Claudette et la tempête tropicale Danny. Puis en septembre et au début d’octobre, il y a eu quelques cyclones mais seulement l'ouragan Fred a été important. Ainsi, le mois de septembre a connu une activité historiquement faible. Après un hiatus d'un mois, l’ouragan Ida s'est formé dans la mer des Caraïbes pour terminer la saison.
La classification en phénomène tropical de la dépression tropicale no 1 reste cependant discutable, ses caractéristiques se rapprochant davantage de celles d'une dépression subtropicale.